# Eerste klasse 1906-07 (voetbal België)
Het seizoen 1906/07 van de Belgische Eerste Klasse was het twaalfde officieel seizoen van de hoogste Belgische voetbalklasse. De officiële benaming destijds was Division d'Honneur of Eere Afdeeling. Het kampioenschap bestond uit één reeks met 10 ploegen.
Union Saint-Gilloise veroverde met ruime voorsprong zijn vierde landstitel, de vierde op rij.

## Gepromoveerde teams
Voor het seizoen was SC Courtraisien gepromoveerd uit Tweede Klasse. De club was daar tweede geëindigd, na de reserveploeg van Union Saint-Gilloise. Reserveteams konden echter niet promoveren, dus mocht SC Courtraisien dit seizoen overgaan naar de ereafdeling.

## Degraderende teams
Na het seizoen zakte de laatste, CS Verviétois, uit de hoogste reeks.

## Clubs
Volgende tien clubs speelden in 1906/07 in Eerste Klasse. De nummers komen overeen met de plaats in de eindrangschikking:
| # kaart | Stam- nummer | Club                      | Plaats              | Stadion                                                         | # seiz. 1e klasse |
| ------- | ------------ | ------------------------- | ------------------- | --------------------------------------------------------------- | ----------------- |
| 1       | 10           | Union Saint-Gilloise      | Ukkel               | terrein Kersbergstraat (tegenwoordig Alphonse Asselbergsstraat) | 6e                |
| 2       | 6            | Racing Club de Bruxelles  | Ukkel               | Stade du Vivier d'Oie (nr 10 op kaartje)                        | 12e               |
| 3       | 3            | FC Brugeois               | Brugge              | "Het Ratteplein" in de Sint-Baafs-wijk                          | 10e               |
| 4       | 2            | Daring Club de Bruxelles  | Sint-Jans-Molenbeek | terrein aan de Jetse Steenweg 501                               | 4e                |
| 5       | 1            | Antwerp FC                | Antwerpen           | terrein aan de Broodstraat op het Kiel                          | 11e               |
| 6       | 12           | CS Brugeois               | Brugge              | terrein vlak bij de Smedenpoort                                 | 8e                |
| 7       | 5            | Léopold Club de Bruxelles | Ukkel               | Brugmanpark (nr 23 op kaartje)                                  | 12e               |
| 8       | 19           | SC Courtraisien           | Kortrijk            | ?                                                               | 1e                |
| 9       | 4            | FC Liégeois               | Luik                | terrein op het Champ d'Oiseaux in de wijk Cointe                | 12e               |
| 10      | 8            | CS Verviétois             | Verviers            | ?                                                               | 7e                |

## Eindstand
|   |    |                           | P  | W  | G | V  | +  | -  | DS  | Ptn |
| - | -- | ------------------------- | -- | -- | - | -- | -- | -- | --- | --- |
| K | 1  | Union Saint-Gilloise      | 18 | 17 | 0 | 1  | 71 | 13 | 58  | 34  |
|   | 2  | Racing Club de Bruxelles  | 18 | 11 | 3 | 4  | 63 | 25 | 38  | 25  |
|   | 3  | FC Brugeois               | 18 | 11 | 2 | 5  | 36 | 21 | 15  | 24  |
|   | 4  | Daring Club de Bruxelles  | 18 | 10 | 3 | 5  | 47 | 20 | 27  | 23  |
|   | 5  | Antwerp FC                | 18 | 9  | 2 | 7  | 44 | 22 | 22  | 20  |
|   | 6  | CS Brugeois               | 18 | 7  | 3 | 8  | 32 | 33 | -1  | 17  |
|   | 7  | Léopold Club de Bruxelles | 18 | 5  | 1 | 12 | 23 | 52 | -29 | 11  |
|   | 8  | SC Courtraisien           | 18 | 4  | 2 | 12 | 29 | 65 | -36 | 10  |
|   | 9  | FC Liégeois               | 18 | 5  | 0 | 13 | 25 | 63 | -38 | 10  |
| D | 10 | CS Verviétois             | 18 | 3  | 0 | 15 | 21 | 77 | -56 | 6   |

P: wedstrijden gespeeld, W: wedstrijden gewonnen, G: gelijke spelen, V: wedstrijden verloren, +: gescoorde doelpunten, -: doelpunten tegen, DS: doelsaldo, Ptn: totaal punten
K: Kampioen, D: degradatie

## Uitslagentabel
|                           |     | ANT  | CSB | FCB | KOR | DAR | LEO   | RCB | USG   | LUI | VER   |
| Antwerp FC                | ANT | X    | 0-0 | 1-0 | 3-2 | 0-1 | 3-0   | 1-0 | 0-1   | 8-0 | 6-0   |
| CS Brugeois               | CSB | 2-0  | X   | 0-0 | 1-1 | 0-1 | 0-1   | 5-2 | 0-2   | 5-1 | 6-0   |
| FC Brugeois               | FCB | 2-0  | 5-0 | X   | 1-0 | 2-1 | 4-0   | 4-0 | 1-2   | 3-4 | 5-0   |
| SC Courtraisien           | KOR | 1-2  | 2-3 | 1-3 | X   | 2-2 | 3-2   | 1-9 | 1-4   | 2-1 | 4-3   |
| Daring Club de Bruxelles  | DAR | 4-0  | 4-2 | 0-1 | 4-2 | X   | 5-0ff | 2-2 | 2-3   | 7-0 | 3-0   |
| Léopold Club de Bruxelles | LEO | 1-5  | 1-2 | 0-0 | 5-1 | 2-1 | X     | 0-7 | 0-5ff | 1-2 | 2-1   |
| Racing Club de Bruxelles  | RCB | 2-2  | 1-0 | 4-0 | 6-0 | 0-0 | 5-3   | X   | 0-2   | 2-0 | 8-0   |
| Union Saint-Gilloise      | USG | 3-2  | 7-0 | 7-0 | 8-0 | 3-2 | 4-2   | 2-3 | X     | 8-0 | 5-0ff |
| FC Liégeois               | LUI | 2-1  | 3-6 | 0-1 | 2-4 | 1-3 | 2-0   | 3-5 | 0-2   | X   | 2-1   |
| CS Verviétois             | VER | 1-10 | 2-0 | 1-4 | 6-2 | 0-5 | 2-3   | 0-7 | 0-3   | 4-2 | X     |

## Topscorer
| Scorer            | Goals | Team                     | Land   |
| ----------------- | ----- | ------------------------ | ------ |
| Maurice Vertongen | 29    | Racing Club de Bruxelles | België |

1895/96 · 1896/97 · 1897/98 · 1898/99 · 1899/00 · 1900/01 · 1901/02 · 1902/03 · 1903/04 · 1904/05 · 1905/06 · 1906/07 · 1907/08 · 1908/09 · 1909/10 · 1910/11 · 1911/12 · 1912/13 · 1913/14 · 1914/15 · 1915/16 · 1916/17 · 1917/18 · 1918/19 · 
1919/20 · 1920/21 · 1921/22 · 1922/23 · 1923/24 · 1924/25 · 1925/26 · 1926/27 · 1927/28 · 1928/29 · 1929/30 · 1930/31 · 1931/32 · 1932/33 · 1933/34 · 1934/35 · 1935/36 · 1936/37 · 1937/38 · 1938/39 · 1939/40 · 1940/41 · 1941/42 · 1942/43 · 1943/44 · 1944/45 · 1945/46 · 1946/47 · 1947/48 · 1948/49 · 1949/50 · 1950/51 · 1951/52 · 1952/53 · 1953/54 · 1954/55 · 1955/56 · 1956/57 · 1957/58 · 1958/59 · 1959/60 · 1960/61 · 1961/62 · 1962/63 · 1963/64 · 1964/65 · 1965/66 · 1966/67 · 1967/68 · 1968/69 · 1969/70 · 1970/71 · 1971/72 · 1972/73 · 1973/74 · 1974/75 · 1975/76 · 1976/77 · 1977/78 · 1978/79 · 1979/80 · 1980/81 · 1981/82 · 1982/83 · 1983/84 · 1984/85 · 1985/86 · 1986/87 · 1987/88 · 1988/89 · 1989/90 · 1990/91 · 1991/92 · 1992/93 · 1993/94 · 1994/95 · 1995/96 · 1996/97 · 1997/98 · 1998/99 · 1999/00 · 2000/01 · 2001/02 · 2002/03 · 2003/04 · 2004/05 · 2005/06 · 2006/07 · 2007/08 · 2008/09 · 2009/10 · 2010/11 · 2011/12 · 2012/13 · 2013/14 · 2014/15 · 2015/16 · 2016/17 · 2017/18 · 2018/19 · 2019/20 · 2020/21· 2021/22 · 2022/23 · 2023/24 · 2024/25